# Preservation Act 1
Preservation: Act 1 es el undécimo álbum conceptual de la banda británica de rock The Kinks, lanzado originalmente en 1973 a través de RCA Records.
Preservation no fue bien recibido por la crítica y tuvo ventas flojas (sólo llegó al puesto número 177 del Billboard 200), a pesar de que en directo fue mucho mejor recibido. 
La reedición de 1991 lanzado por Rhino es un doble CD en el que se combina con Preservation: Act 2 de 1974, mientras que la reedición de 1998 de Act 1 lanzado a través de Velvel contiene la versión del sencillo "Preservation" y "One of the Survivors", ninguno de ellos disponibles en el LP original.

## Lista de canciones
- Todas las canciones compuestas por Ray Davies

1. "Preservation"* – 3:37
2. "Morning Song" – 2:00
3. "Daylight" – 3:19
4. "Sweet Lady Genevieve" – 3:26
5. "There's a Change in the Weather" – 2:59
6. "Where Are They Now?" – 3:28
7. "One of the Survivors" – 4:31
8. "Cricket" – 2:56
9. "Money & Corruption" / "I Am Your Man" – 6:01
10. "Here Comes Flash" – 2:41
11. "Sitting in the Midday Sun" – 3:47
12. "Demolition" – 4:07

- Pistas adicionales en reediciones de CD.

## Personal
- Ray Davies - voz, guitarra
- Dave Davies - guitarra, voz
- John Dalton - bajo
- John Gosling - teclados
- Mick Avory - batería